# Sapo-das-grandes-planícies
O sapo-das-grandes-planícies (nome científico: Anaxyrus cognatus, antiga nomenclatura: Bufo cognatus) é uma espécie de anuro da família Bufonidae. É nativa do centro e sudoeste dos Estados Unidos, se expandindo aos estados de Manitoba e Alberta, no Canadá e o norte do México. Sua área de ocorrência possui 5.165.915 km² e 2.440 metros de altitude.
Habita desertos, pastos, matagais, planícies aluviais e áreas de agricultura, como vales de córregos. Se reproduz em poças de chuva, áreas inundadas, lagoas e reservatórios de água. Seu ovos e girinos são depositados em corpos d'água rasos e limpos.